# Dirphia juninensis
Dirphia juninensis är en fjärilsart som beskrevs av Lemaire 1977. Dirphia juninensis ingår i släktet Dirphia och familjen påfågelsspinnare. Inga underarter finns listade i Catalogue of Life.